# Слюсарево (Волгоградская область)
Слюсарево — село в Котовском районе Волгоградской области, в составе Мирошниковского сельского поселения.
Население — 461 (2010).

## История
Предположительно основано в конце XVIII века. Слюсарево имело статус слободы, с 1861 года относилось к Тарасовской волости Камышинского уезда Саратовской губернии. Население составляли бывшие государственные крестьяне, православные, малороссы и частью великороссы. Первые поселенцы прибыли из Красного Яра. В 1820-х к ним подселились малороссы из Харьковской и великороссы из Орловской губерний. В 1856 году освящена церковь. В 1885 году открыта церковно-приходская школа. В 1886 году земельный надел сельского общества составлял 3244,5 десятины удобной земли (в том числе пашни 2194 десятины) и 233 десятины неудобной земли. Кроме того, в общем владении слободы Слюсаревой, хутора Крячкова, слободы Неткачевой, хутором Новомлинова и Литвинова Тарасовской волости и села Даниловки Банновской волости находилось 514 и 1/4 десятин леса.
С 1928 года — административный центр Слюсаревского сельсовета Красноярского района Камышинского округа Нижне-Волжского края (с 1934 года — Сталинградский край). С 1935 года — в составе Молотовского района (с 1957 года — Красноярский район) Сталинградского края (с 1936 года — Сталинградская область). В составе Котовского района — с 1963 года.

## География
Село находится в степной местности, в пределах Приволжской возвышенности, являющейся частью Восточно-Европейской равнины, на правом берегу реки Солодовка, на высоте около 145 метров над уровнем моря. Почвы чернозёмы южные и чернозёмы солонцеватые и солончаковые.
Село пересекает автодорога Котово — Жирновск. По автомобильным дорогам расстояние до административного центра сельского поселения села Мирошники составляет 20 км, до районного центра города Котово — 21 км, до областного центра города Волгоград — 260 км. Ближайший населённый пункт село Тарасово расположено в 10 км к северу от Слюсарева
Часовой пояс
Слюсарево, как и вся Волгоградская область, находится в часовой зоне МСК (московское время). Смещение применяемого времени относительно UTC составляет +3:00.

## Население
Динамика численности населения по годам:
| 1860 | 1886 | 1890 | 1894 | 1897 | 1987 | 2002 | 2010 |
| ---- | ---- | ---- | ---- | ---- | ---- | ---- | ---- |
| 634  | 1041 | 1148 | 1204 | 1140 | ≈500 | 518  | 461  |